# Den ny husassistent
Den ny husassistent (svensk: Hemslavinnor) er en dansk/svensk spillefilm fra 1933 efter manuskript af Gösta Stevens. Ragnar Widestedt instruerede filmen.

## Handling
Direktør Rasmussen har en kone, en søn og en datter. Med de to sidste kommer han udmærket ud af det, derimod kniber det en smule med konen. Den gode fru Rasmussen er nu også en ualmindelig vanskelig dame, som fuldstændig blottet for humor, altid ligger i krig med alt og alle, navnlig med sin mand og sine husassistenter. Den sidst antagne husassistent er det nu helt galt med, dels fordi hun virkelig er rapmundet, men mest fordi hr. Rasmussen synes at interessere sig en kende for meget for hende.

## Medvirkende
- Frederik Jensen som direktør
- Olga Svendsen som direktørfrue
- Nina Kalckar som Inger
- Schiøler Linck som lektor
- Charles Hansen som Josef
- Christel Holch som Lektors kone
- Inger Bolvig som husassistent
- Emmy Schønfeld som husassistent
- Palle Reenberg som chauffør
- Einar Dalsby som Klemmensen